# Capelsebrug (métro de Rotterdam)
Capelsebrug est une station du tronc commun de la ligne A, la ligne B et la ligne C du métro de Rotterdam. Elle est située, A. v. Rijckevorselplein 40, en limite avec Capelle aan den IJssel, à l'est de la ville de Rotterdam aux Pays-Bas.
Mise en service en 1982, elle dispose d'une gare routière, d'un grand parking pour les véhicules et de parcs pour les vélos.

## Situation sur le réseau

Plan du métro.

Établie sur un remblais, Capelsebrug, est une station de bifurcation de la section de voie commune entre la ligne A, la ligne B et la ligne C du métro de Rotterdam. Elle est située : entre la station Schenkel, sur la section commune (A+B), en direction du terminus nord de la ligne A Binnenhof et du terminus nord de la ligne B Nesselande, ou la station Slotlaan, en direction du terminus nord de la ligne C De Terp, et la station de la section commune A+B+C Kralingse Zoom, en direction : du terminus sud-ouest de la ligne A Vlaardingen-West, ou du terminus sud-ouest de la ligne B Hoek van Holland-Haven, ou du terminus sud de la ligne C De Akkers,,.
La station est située entre la bifurcation, de la ligne C avec la ligne A+B, à l'est et l'atelier dépôt de la RET à l'ouest. Elle dispose d'un quai central et d'un quai latéral, trois voies vont à quais et une voie sans arrêt passe également entre la voie du quai latéral et l'une des voies du quai central.

## Histoire
La station Capelsebrugest mise en service le 10 mai 1982, lors de l'ouverture à l'exploitation de la section de Coolhaven à Capelsebrug, qui est le terminus Est, de la ligne Est-Ouest (nl), jusqu'au 28 mai 1983 lors du prolongement de la ligne jusqu'à Binnenhof dans le quartier Ommoord (nl).
Le 26 mai 1994 elle devient une station de bifurcation avec l'ouverture de la branche nord Capelle aan den IJssel reliant la station terminus De Terp. Les lignes sont renommées, en décembre 2009, selon la dénomination toujours en vigueur : A, B et C.
La station est rénovée en 2014, l'ensemble des installations sont notamment repeintes et en particulier le tunnel, dans le remblai, piéton et vélo, qui est rendu plus lumineux par des ouvertures sur le dessus et qui est agrémenté d'une fresque de 70 mètres de longueur,.

## Services aux voyageurs

### Accès et accueil
Située A. v. Rijckevorselplein 40, 3065SM Rotterdam, la station est équipée d'automates pour la recharge ou l'achat de titres de transport et d'abris sur ses quais latéraux. Pour accéder aux quais depuis le hall, elle dispose d'escaliers, d'escaliers mécaniques et d'ascenseurs, elle est accessible aux personnes à la mobilité réduite.

Installations rénovées en 2014
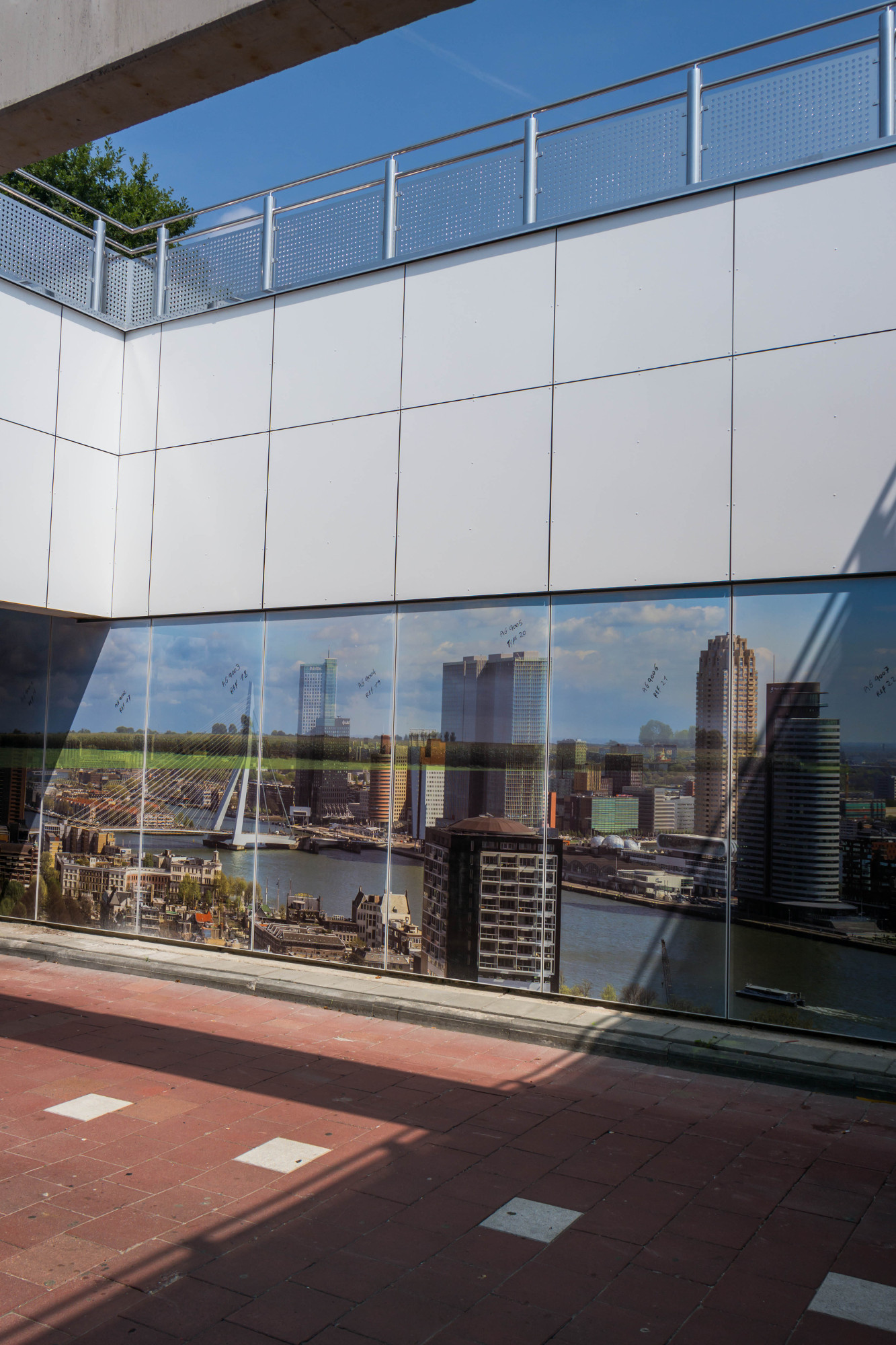
Passage.
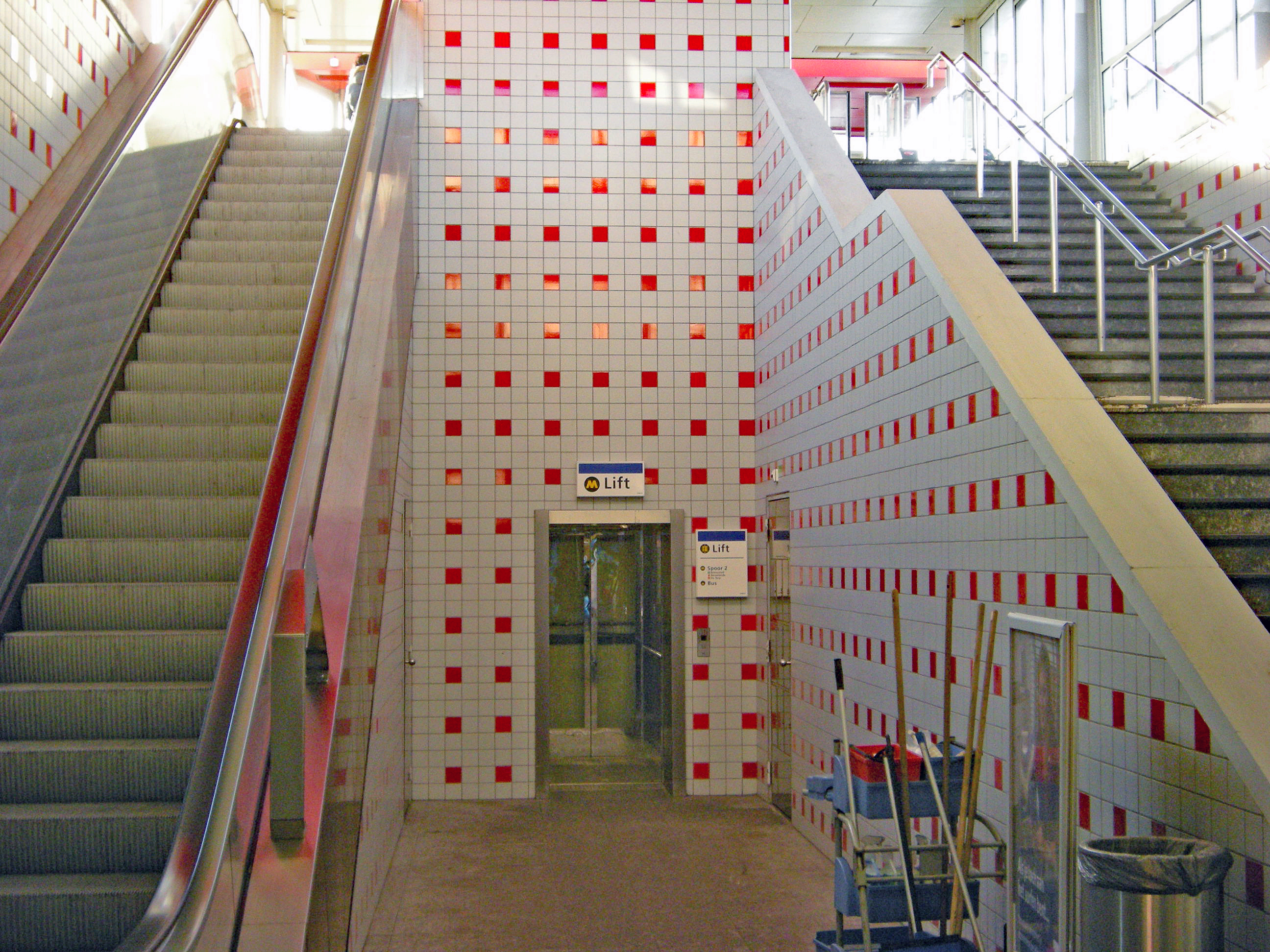
Accès aux quais.

### Desserte
Elle est desservie par les rames qui circulent sur la section commune à la ligne A, à la ligne B et à la ligne C.

Installations et desserte
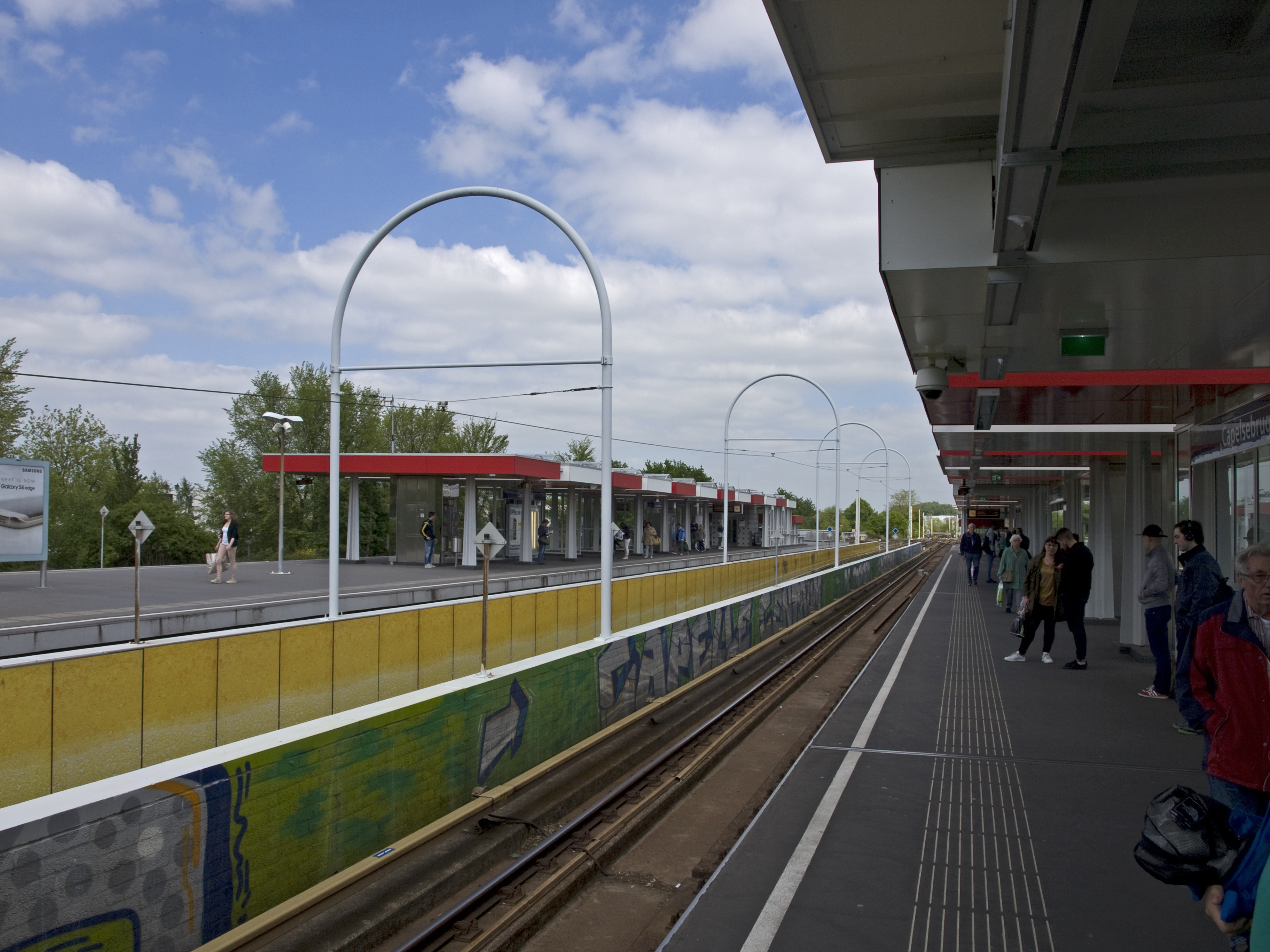
2015.
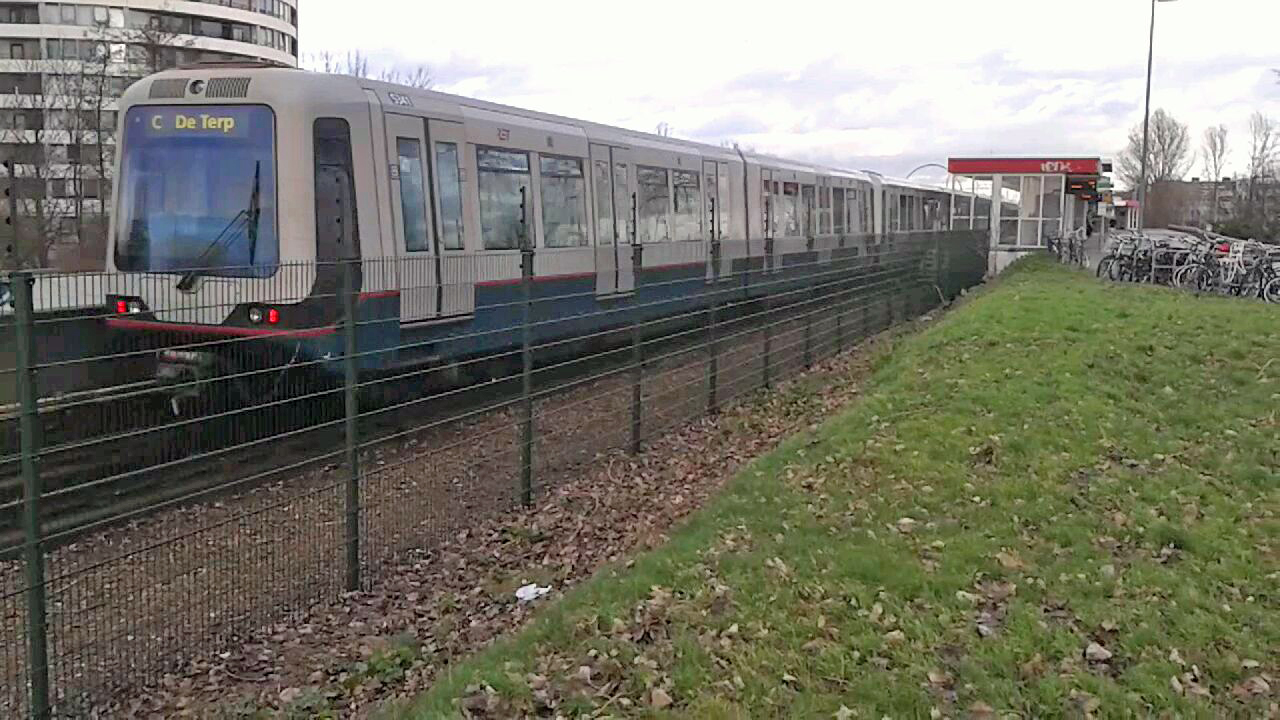
2014.

### Intermodalité
La station comprend un important espace proche aménagé : en gare routière avec notamment une desserte par les lignes de bus 96, 97, 98 et 607 ; en parkings pour les véhicules, avec notamment un parc P+R ; et en parcs pour les vélos.